# Edward H. Hill
Edward H Hill, död 1925, var en brittisk gasverksarbetare och musikmästare (ledare för musikkåren) på Frälsningsarmén i Southall i England. Från och med 1907 var han instruktör för Frälsningsarméns musikkårer i Storbritannien och blev allt mer känd som tonsättare och sångförfattare.

## Sånger
- Gå fram! Jesus med oss går
- Marsch framåt, så är vår hälsning